# Sant Maurise e las Salèlas
Saint-Maurice-d'Ibie és un municipi francès situat al departament de l'Ardecha i a la regió d'Alvèrnia-Roine-Alps. L'any 2007 tenia 193 habitants.

## Demografia

### Població
El 2007 la població de fet de Saint-Maurice-d'Ibie era de 193 persones. Hi havia 81 famílies de les quals 34 eren unipersonals (17 homes vivint sols i 17 dones vivint soles), 26 parelles sense fills, 17 parelles amb fills i 4 famílies monoparentals amb fills.
La població ha evolucionat segons el següent gràfic:
Habitants censats

### Habitatges
El 2007 hi havia 211 habitatges, 93 eren l'habitatge principal de la família, 109 eren segones residències i 9 estaven desocupats. 172 eren cases i 30 eren apartaments. Dels 93 habitatges principals, 71 estaven ocupats pels seus propietaris, 14 estaven llogats i ocupats pels llogaters i 7 estaven cedits a títol gratuït; 5 tenien dues cambres, 22 en tenien tres, 26 en tenien quatre i 39 en tenien cinc o més. 52 habitatges disposaven pel capbaix d'una plaça de pàrquing. A 53 habitatges hi havia un automòbil i a 36 n'hi havia dos o més.

### Piràmide de població
La piràmide de població per edats i sexe el 2009 era:
| Homes | Edats   | Dones |
| ----- | ------- | ----- |
| 0     | 95 o +  | 0     |
| 0     | 90 a 94 | 0     |
| 0     | 85 a 89 | 4     |
| 4     | 80 a 84 | 0     |
| 8     | 75 a 79 | 16    |
| 20    | 70 a 74 | 4     |
| 0     | 65 a 69 | 4     |
| 4     | 60 a 64 | 4     |
| 0     | 55 a 59 | 4     |
| 4     | 50 a 54 | 0     |
| 8     | 45 a 49 | 4     |
| 4     | 40 a 44 | 0     |
| 4     | 35 a 39 | 12    |
| 4     | 30 a 34 | 0     |
| 0     | 25 a 29 | 4     |
| 4     | 20 a 24 | 8     |
| 0     | 15 a 19 | 0     |
| 0     | 10 a 14 | 0     |
| 4     | 5 a 9   | 0     |
| 4     | 0 a 4   | 0     |

## Economia
El 2007 la població en edat de treballar era de 105 persones, 72 eren actives i 33 eren inactives. De les 72 persones actives 68 estaven ocupades (31 homes i 37 dones) i 4 estaven aturades (3 homes i 1 dona). De les 33 persones inactives 15 estaven jubilades, 6 estaven estudiant i 12 estaven classificades com a «altres inactius».

### Ingressos
El 2009 a Saint-Maurice-d'Ibie hi havia 93 unitats fiscals que integraven 197 persones, la mediana anual d'ingressos fiscals per persona era de 15.482 €.

### Activitats econòmiques
Dels 15 establiments que hi havia el 2007, 4 eren d'empreses de construcció, 6 d'empreses d'hostatgeria i restauració, 3 d'empreses de serveis, 1 d'una entitat de l'administració pública i 1 d'una empresa classificada com a «altres activitats de serveis».
Dels 5 establiments de servei als particulars que hi havia el 2009, 1 era un paleta, 1 guixaire pintor, 1 lampisteria i 2 restaurants.
L'any 2000 a Saint-Maurice-d'Ibie hi havia 9 explotacions agrícoles que ocupaven un total de 245 hectàrees.

## Poblacions properes
El següent diagrama mostra les poblacions més properes.